# Tú o nadie
Tú o nadie (Brasil ou Portugal: Só Você) foi uma telenovela mexicana produzida por Ernesto Alonso para a Televisa e exibida pelo Canal de las Estrellas entre 11 de fevereiro a 26 de julho de 1985, substituindo La pasión de Isabela e antecedendo Vivir un poco, em 120 capitulos.
Foi protagonizada por Lucía Méndez e Andrés García e antagonizada por  Arsenio Campos, Liliana Abud, Salvador Pineda e Úrsula Prats.

## Sinopse
Raquel é uma moça bonita, simples e romântica. Sua vida muda completamente ao se apaixonar por um homem que se apresenta como Antonio Lombardo, e que diz ser um importante empresário. Maria é seduzida e acaba se casando com ele.
Tudo parece um verdadeiro conto de fadas. Mas logo depois do casamento, Antonio lhe diz que tem que resolver alguns problemas de negócios e a envia para sua casa, em outra cidade, prometendo que iria voltar para acompanhá-la mais tarde.
Raquel chega na casa da família de seu marido e tem uma surpresa: Antonio simplesmente não havia dito que havia se casado e todos passam a ver Raquel com maus olhos. Pouco depois, todos recebem uma notícia que inesperada. O avião onde Antonio viajava explodiu e ele morreu. Raquel fica desconsolada, mas recebe toda sua herança.
Mas a vida continua a surpreender Antonio, quando  regressa com uma notícia: não é Antonio, mas Max, parente de Antonio  seu meio irmao que depois descobre ser seu irmao de verdade , e que planejava ficar com toda sua herança usando o golpe do casamento. Max diz que depois de um tempo, eles poderão se casar sem problema e assim, desfrutar o dinheiro herdado.
Decepcionada com a verdadeira face de seu "Antonio", Raquel se nega a participar da farsa, mas Max a ameaça. O conflito maior acontece quando o verdadeiro Antonio aparece vivo e se apaixona completamente por sua "esposa". A partir daí, Raquel e Antonio viverão um romance ardente e forte um amor puro, mas Max fará de tudo para acabar com o romance.

## Elenco

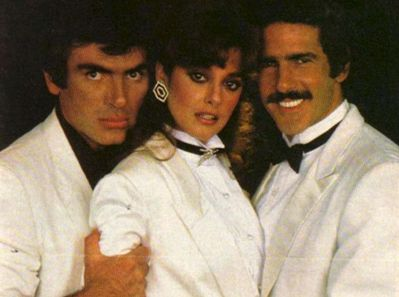
Salvador Pineda como Maximiliano Albéniz, Lucía Méndez como Raquel Samaniego e Andrés García como Antônio Lombardo, os protagonistas da trama.

- Lucía Méndez - Raquel Samaniego Miranda de Lombardo
- Andrés García - Antônio Lombardo
- Salvador Pineda - Maximiliano Albéniz
- Úrsula Prats  - Maura Valtierra Cortázar / Laura Zavala Cortés
- Luz María Jerez - Martha Samaniego Miranda
- Magda Guzmán - Victoria Vda. de Lombardo
- Liliana Abud - Camila Lombardo
- Miguel Manzano - Daniel Samaniego
- Arsenio Campos - Claudio
- Miguel Ángel Negrete - Pablo
- Fabio Ramírez -  Dr. Hernán Plascencia
- Ignacio Rubiell - Ezequiel
- Guillermo Zarur - Ramón Castelar
- Tony Bravo - Martin Betancourt
- Roberto Antúnez - Chucho Gavira
- Marcela de Galina - Carla Alanis
- Antonio Valencia - Rodrigo
- Gastón Tusset - Erick Díaz
- Paola Morelli - Irene
- Fernando Sáenz - Dario Alanis
- Julieta Egurrola - Meche
- Abraham Méndez - Gabriel Ramirez
- Luis Xavier - Fernando Alanis
- Jacaranda Alfaro - Pamela
- Rebeca Silva - Helena Miranda  Crueger
- Alejandro Ruiz -  Ramiro Villaseñor
- María Regina - Lissette
- Cecilia Gabriela - Rebeca Vasquez

## Exibição no Brasil
Foi exibida no Brasil pelo SBT entre 18 de novembro de 1986 a 6 de fevereiro de 1987 Com Média de 6 Pontos no Ibope, às 15h30 substituindo Pecado de Amor e sendo substituída por Viviana, em Busca do Amor.

## Prêmios e Indicações

### Prêmio TVyNovelas 1986
| Categoria                  | Nomeado(a)      | Resultado |
| -------------------------- | --------------- | --------- |
| Melhor telenovela          | Ernesto Alonso  | Nomeada   |
| Melhor atriz protagonista  | Lucía Méndez    | Nomeada   |
| Melhor ator protagonista   | Andrés García   | Nomeado   |
| Melhor vilã                | Úrsula Prats    | Nomeada   |
| Melhor vilão               | Salvador Pineda | Nomeado   |
| Melhor primeira atriz      | Magda Guzmán    | Ganhadora |
| Melhor atriz jovem         | Luz María Jerez | Ganhadora |
| Melhor atriz jovem         | Liliana Abud    | Nominada  |
| Melhor revelação masculina | Luis Xavier     | Nomeado   |
| Melhor direção de cena     | José Rendón     | Ganhador  |
| Melhor escritora           | María Zarattini | Nomeada   |
| Melhor debutante feminina  | Paola Moreli    | Nominada  |